# Rajasaaret (ö i Mellersta Finland, Jyväskylä, lat 62,44, long 26,55)
Rajasaaret är en ö i Finland. Den ligger i sjön Armisvesi och i kommunen Hankasalmi i den ekonomiska regionen  Jyväskylä ekonomiska region  och landskapet Mellersta Finland, i den centrala delen av landet, 270 km norr om huvudstaden Helsingfors. Öns area är 2,3 hektar och dess största längd är 270 meter i sydöst-nordvästlig riktning.  Notera att namnet antyder att det är fråga om flera öar.